# Cardamine bulbifera
La dentaria minore (Cardamine bulbifera  (L.) Crantz, 1769) è una pianta erbacea, perenne appartenente alla famiglia delle Brassicaceae.

## Tassonomia
La famiglia delle Brassicaceae (assieme alle Asteraceae) è una delle più numerose delle Angiosperme, diffusa principalmente nella fascia temperata e fredda del nostro globo. Il genere Cardamine comprende fino a 150 specie, una trentina delle quali sono presenti spontaneamente sul territorio italiano. 
Il Sistema Cronquist assegna la famiglia delle Brassicaceae all'ordine Capparales mentre la moderna classificazione APG la colloca nell'ordine delle Brassicales. Sempre in base alla classificazione APG sono cambiati anche i livelli superiori (vedi tabella a destra).
Nelle classificazioni più vecchie la famiglia del genere Cardamine era chiamata anche Crociferae e a volte Cruciferae.
Il genere Cardamine appartiene alla tribù delle Arabideae le cui specie sono caratterizzate dall'avere una radichetta “accombente”, ossia che rimane ancorata ai cotiledoni e quindi si sviluppa lungo la linea di separazione degli stessi, mentre all'interno del genere Cardamine bulbifera fa parte del “sub-genere” (o sezione) Dentaria.
Questo genere non ha sempre avuto l'attuale struttura tassonomica. Inizialmente, con Linneo, furono formati due generi distinti chiamati Dentaria e Cardamine poi in seguito riuniti in un unico genere (Cardamine) considerandolo comunque abbastanza polimorfo. Le due sezioni (Cardamine e Dentaria) differiscono  in quanto le seconde hanno i semi provvisti di una largo ed alato funicolo o peduncolo (cotiledoni peduncolati); si distinguono inoltre per l'habitat abbastanza caratteristico (frequentano i boschi di latifoglie – soprattutto faggete su un substrato abbastanza ricco di sostanze nutrienti) e per la precoce fioritura. In realtà solo nelle specie europee, le due sezioni, presentano dei caratteri morfologici abbastanza riconoscibili, mentre non altrettanto avviene per le specie del Nuovo Mondo dove presentano una notevole convergenza strutturale. In effetti la spinta ad unificare i due generi è venuta proprio dagli Autori americani. È da aggiungere inoltre che anche attualmente le specie spontanee della flora americana sono pressoché ignote all'Europa, questo significa che nonostante i grandi traffici commerciali non è avvenuto un gran scambio di semi o piantine fra i due continenti.

### Variabilità
Nell'elenco che segue sono indicate alcune varietà e sottospecie (l'elenco può non essere completo e alcuni nominativi sono considerati da altri autori dei sinonimi della specie principale o anche di altre specie):
- Cardamine bulbifera (L.) Crantz var. bulbifera : si trova soprattutto al nord (nelle Alpi); in genere le foglie cauline, le cui ascelle contengono i bulbilli, sono semplici; la massima dimensione dei petali non supera i 15 mm.
- Cardamine bulbifera (L.) Crantz var. garganica (Fenaroli) Fenaroli: si trova nel Gargano e negli Abruzzi; le foglie cauline superiori sono trifogliate; in particolare le popolazioni abruzzesi possiedono petali lunghi da 15 a 20 mm.

### Sinonimi
La specie di questa scheda ha avuto nel tempo diverse nomenclature. L'elenco che segue indica alcuni tra i sinonimi più frequenti:
- Dentaria bulbifera L. (1753) (basionimo)
  - var. tamariscifolia DC. (1824)

### Specie simili

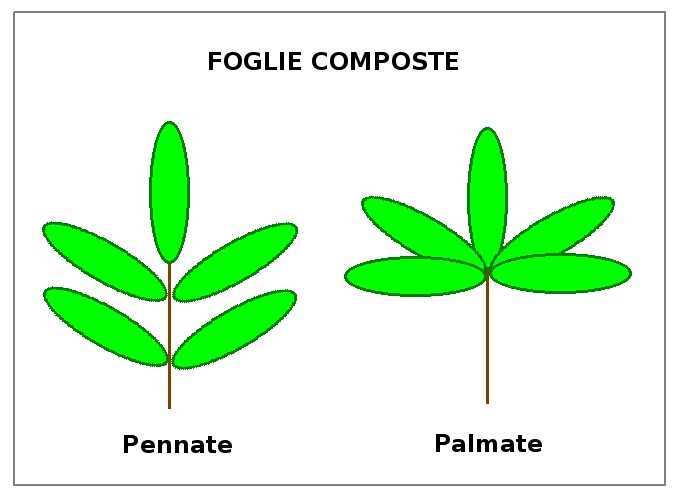
Foglie composte (pennate - palmate)

Alcune specie dello stesso genere (o meglio sub-genere Dentaria) sono abbastanza simili ad un primo sguardo distratto, in realtà ognuna ha una sua caratteristica ben distinguibile:
- Cardamine enneaphyllos (L.) Crantz – Dentaria a 9 foglie: le foglie sono del tipo palmato con 9 lobi.
- Cardamine pentaphyllos (L.) Crantz – Dentaria a 5 foglie: le foglie sono del tipo palmato con 5 lobi.
- Cardamine heptaphylla (Vill.) O.E.Schultz – Dentaria pennata: le foglie sono del tipo pennato e sono tutte composte.

In tutti i casi la pianta di questa scheda è l'unica a possedere i bulbilli.

## Etimologia
Il nome del genere (Cardamine) potrebbe derivare da due parole greche: Kardia (=cuore) e Damào (=addomesticare), questo in riferimento ad alcune proprietà medicinali (cardiotoniche) che anticamente si credevano possedere le piante di questo genere. In effetti nella Grecia antica con Kardamine si indicavano diverse piante che noi oggi possiamo identificarle con il crescione (probabilmente si tratta del Cardamine pratensis – Billeri dei prati) comune in tutta Europa e anche nel nord della Grecia.
L'epiteto specifico (bulbifera) è stato dato per la presenza di bulbilli preposti per la moltiplicazione vegetativa situati nella parte aerea della pianta.
Il nome di Dentaria (la prima denominazione in senso cronologico del genere di queste piante) venne definito dal botanico francese Joseph Pitton de Tournefort (5 giugno 1656 - 28 dicembre 1708). Questo nome venne scelto per la somiglianza di certe protuberanze del rizoma simili a denti. Ma altre dizioni fanno pensare ad una derivazione dal latino (Dens=dente) con riferimento alle sue presunte capacità di cura dal mal di denti.
L'attuale binomio scientifico ("Cardamine bulbifera") è stato definito dai botanici 
Carl von Linné (biologo e scrittore svedese, Rashult, 23 maggio 1707 – Uppsala, 10 gennaio 1778) e dal botanico e fisico Heinrich Johann Nepomuk von Crantz (Roodt, Lussemburgo, 25 novembre 1722 – Judenburg, Austria, 18 gennaio 1799) in un lavoro pubblicato nel 1769.

In lingua tedesca questa pianta si chiama Zwiebelchen-Zahnwurz; in francese si chiama Dentaire à bulbilles; in inglese si chiama Coral-root.

## Morfologia

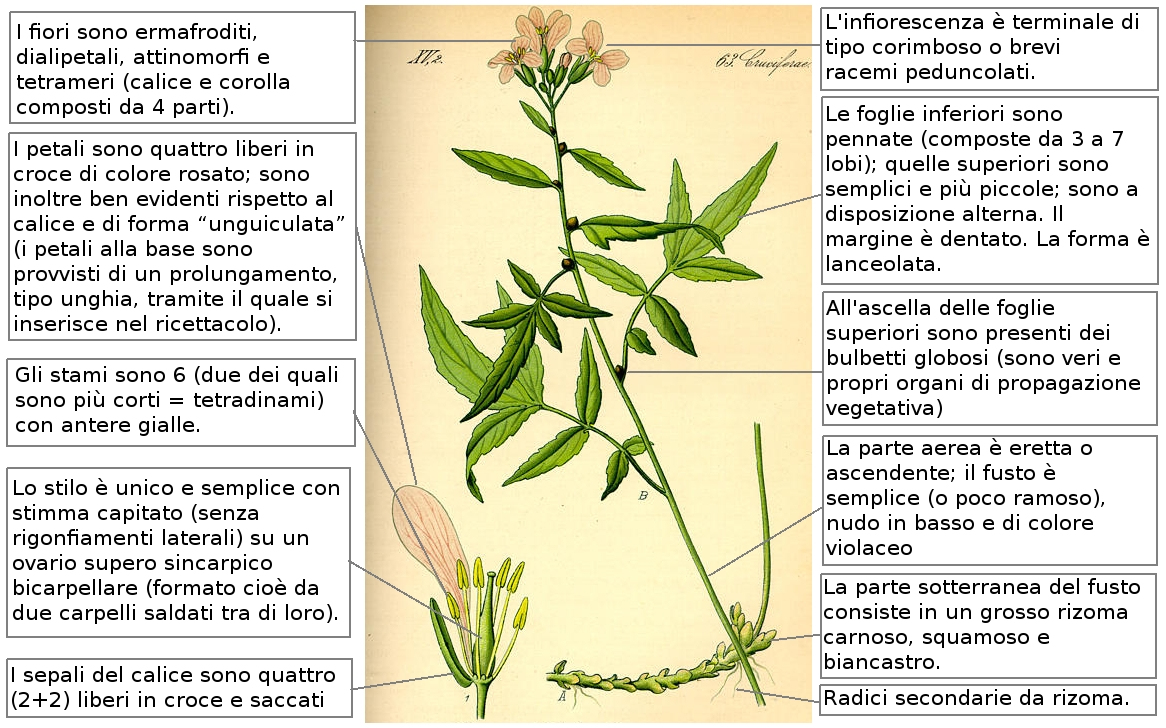
Descrizione delle parti della pianta

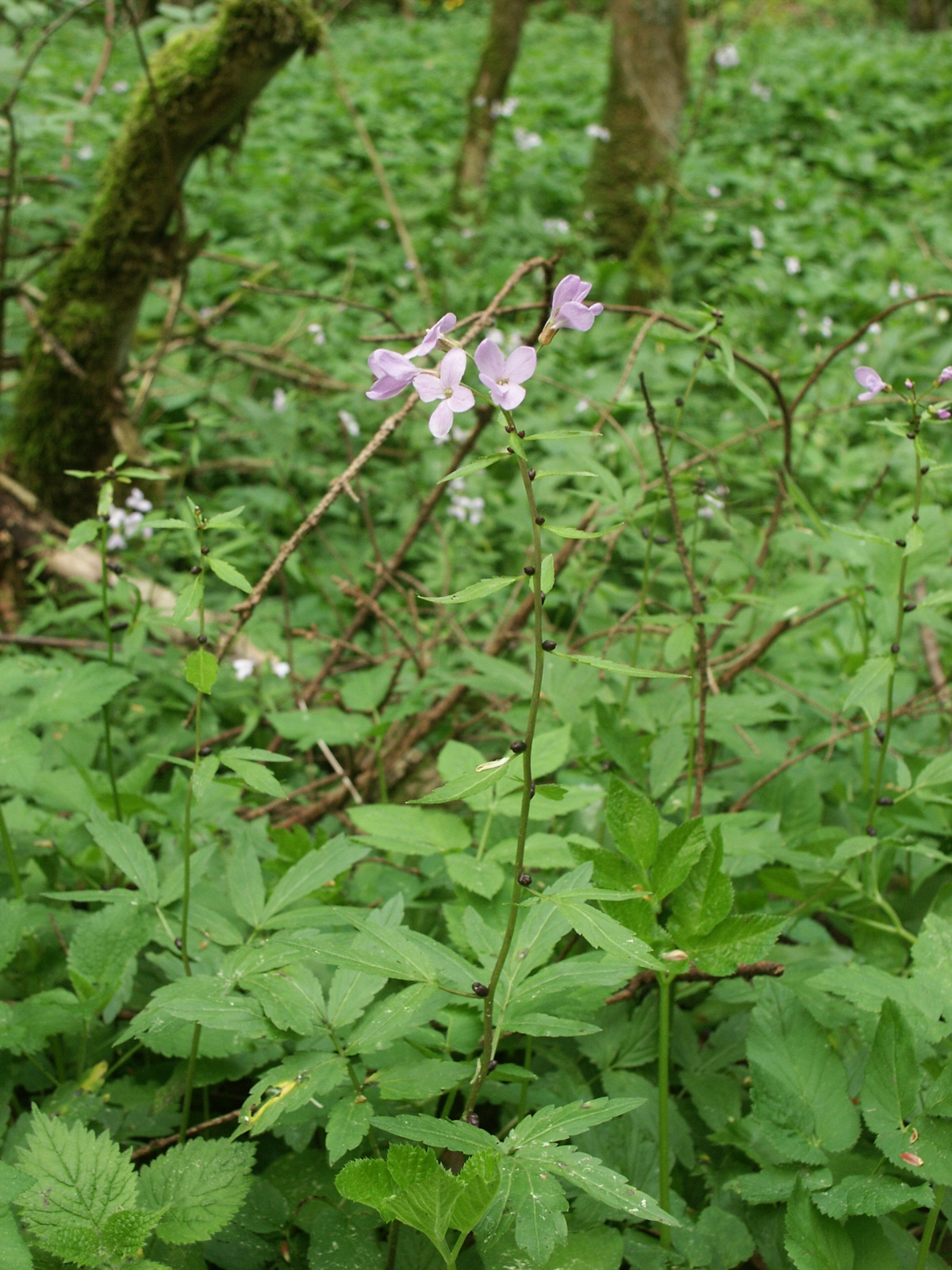
Il portamento

È una pianta dall'aspetto eretto di altezza media dai 30 ai 60 cm. La forma biologica  è geofita rizomatosa (G rhiz) : ossia piante perenni erbacee che portano le gemme in posizione sotterranea. Durante la stagione avversa non presentano organi aerei e le gemme si trovano in un organo sotterraneo chiamato rizoma, un fusto sotterraneo dal quale, ogni anno, si dipartono radici e fusti aerei.

### Radici
Radici secondarie da rizoma.

### Fusto
- Parte ipogea: la parte sotterranea consiste in un grosso rizoma carnoso, squamoso (è ricoperto da scaglie triangolari – resti delle germinazioni annuali passate) e biancastro. Diametro del rizoma : 2 – 3 mm.
- Parte epigea: la parte aerea è eretta o ascendente; il fusto è semplice (o poco ramoso), nudo in basso e di colore violaceo e con due tre foglie pennatosette; in alto vicino all'infiorescenza le foglie sono semplici. Tutto il fusto è più o meno pubescente.

### Foglie

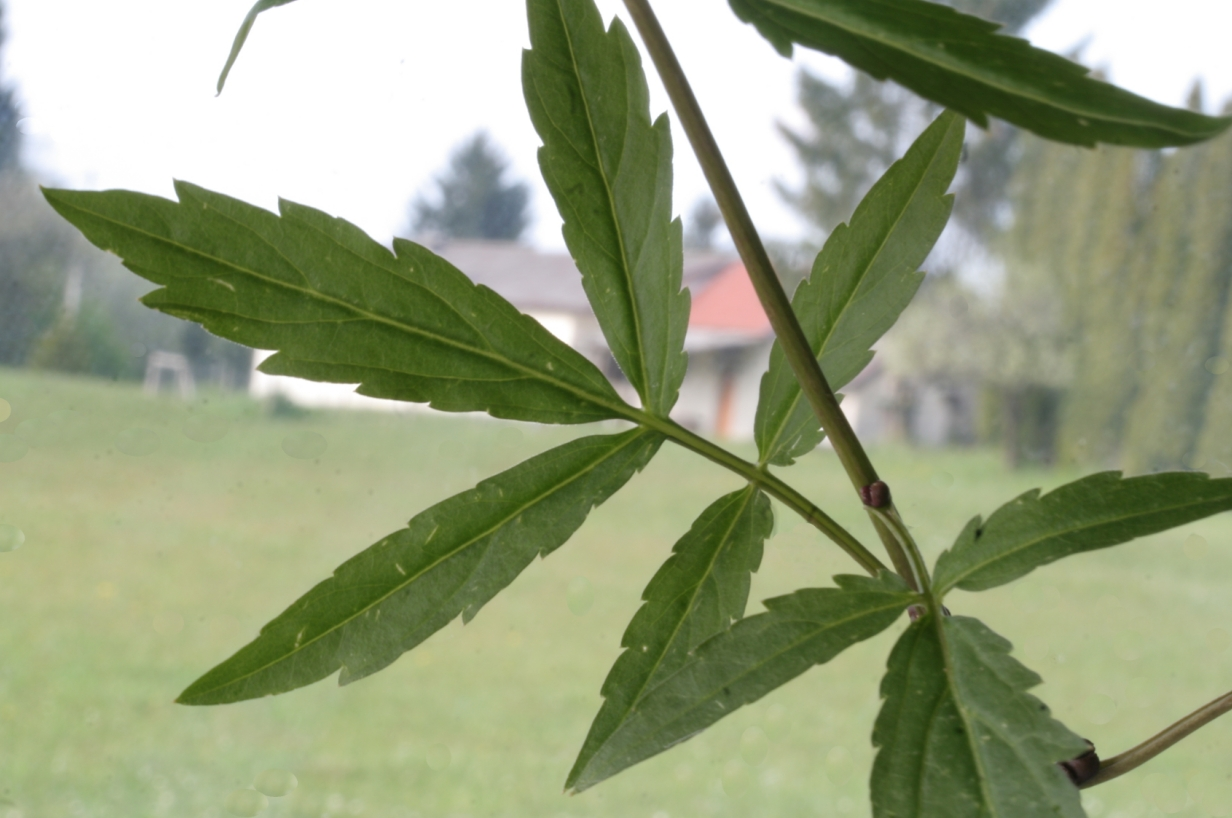
Le foglie
Località: Melere, Trichiana (BL), 843 m s.l.m. - 03/05/2008

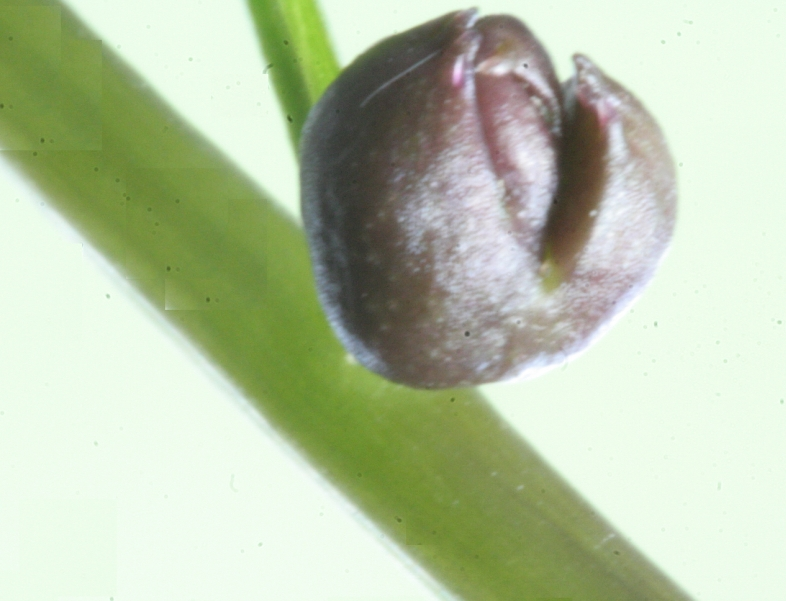
Il bulbillo
Località: Melere, Trichiana (BL), 843 m s.l.m. - 03/05/2008

Le foglie sono pennate (composte da 3 a 7 lobi o segmenti, normalmente sono 5) quelle inferiori, e semplici e più piccole quelle superiori; in tutti i casi le foglie sono a disposizione alterna lungo il fusto (quelle inferiori a volte sono sub-verticillate). Il margine delle foglie è dentato (o seghettato). Quelle inferiori sono lungamente picciolate, mentre quelle superiori hanno un picciolo molto breve. La forma delle foglie o dei lobi (nel caso delle foglie composte) e lanceolata (o sub-rotonda o bislunga) con base cuneata, sono inoltre inodori. Di particolare interesse è la presenza all'ascella delle foglie superiori di bulbetti globosi, piriformi, violacei scuri che a fine infiorescenza diventano neri: questi sono veri e propri organi di propagazione vegetativa. Dimensione dei lobi delle foglie composte: larghezza 1 – 3 cm; lunghezza 5 – 8 cm. Dimensione delle foglie semplici: larghezza 5 – 15 mm; lunghezza 25 – 50 mm. Dimensione del bulbillo: larghezza 3 mm; lunghezza 5 mm.

### Infiorescenza

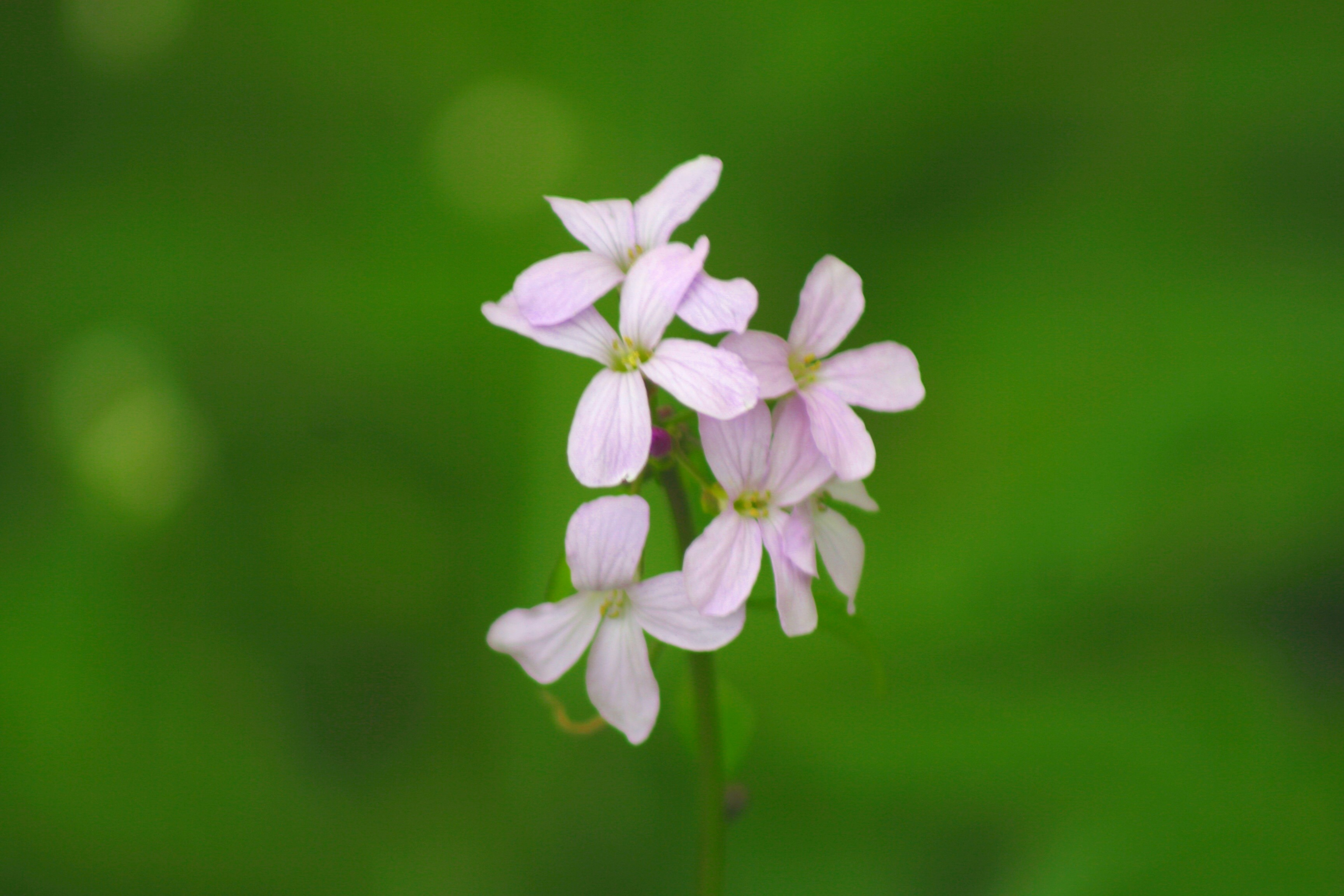
Infiorescenza
Località: Melere, Trichiana (BL), 843 m s.l.m. - 03/05/2008

L'infiorescenza è terminale di tipo corimboso o brevi racemi peduncolati. Lunghezza dei peduncoli: 10 – 15 mm.

### Fiore

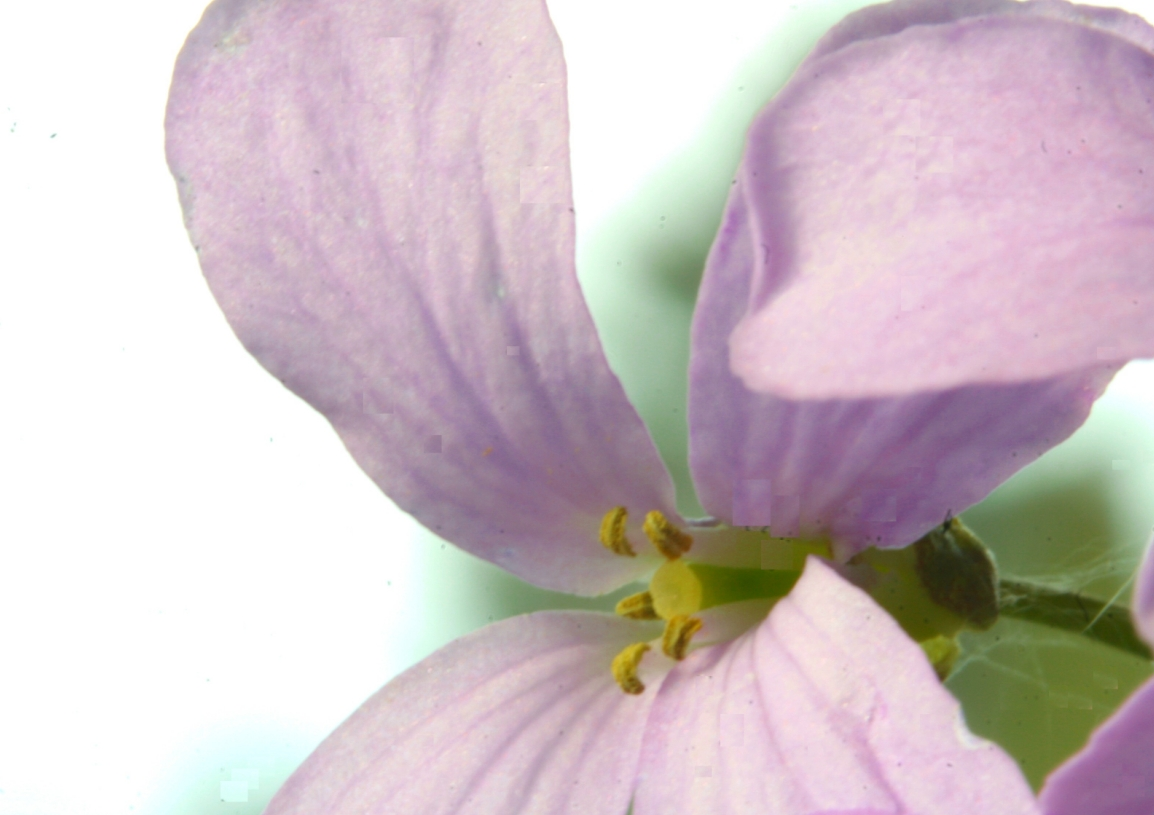
Il fiore
Località: Melere, Trichiana (BL), 843 m s.l.m. - 03/05/2008

I fiori sono ermafroditi, dialipetali,  attinomorfi e tetrameri (calice e corolla composti da 4 parti). Dimensione del fiore completo: 10 – 20 mm.
- Formula fiorale:

* K 2+2, C 4, A 2+4, G 2 (supero)
- Calice: i sepali sono quattro (2+2) liberi (dialisepali) in croce; sono saccati e di colore verde violaceo. Sono glabri. Lunghezza dei sepali : 5 – 6 mm.
- Corolla: i petali sono quattro liberi (dialipetali) anche questi in croce di colore rosato (o porporino o violaceo) sono inoltre ben evidenti rispetto al calice e di forma “unguiculata” (i petali alla base sono provvisti di un prolungamento, tipo unghia, tramite il quale si inseriscono nel ricettacolo) e arrotondati all'apice.  Sulla pagina superiore sono presenti delle venature longitudinali più scure. Dimensione dei petali: larghezza 4 – 7 mm; lunghezza 12 – 20 mm.
- Androceo: gli stami sono 6 (due dei quali sono più corti = “tetradinami”) con antere gialle.
- Gineceo: lo stilo è unico e semplice con stimma capitato (senza rigonfiamenti laterali) su un ovario supero sincarpico bicarpellare (formato cioè da due carpelli saldati tra di loro).
- Fioritura: fiorisce da aprile a giugno; i semi maturano da maggio a luglio.
- Impollinazione: l'impollinazione avviene raramente tramite insetti anche se alla base degli stami viene secreto del nettare; sono piante che si  riproducono per via vegetativa (tramite stoloni oppure bulbilli lasciati cadere a terra).

### Frutti
Il frutto è una siliqua (molto più lunga che larga) eretta, semplice (non è articolata) a due valve piane. Queste (le valve) sono disposte longitudinalmente, sono strette e senza nervature (è presente un nervo ma quasi indistinto). In fase di deiscenza si aprono di scatto, a volte attorcigliandosi su sé stesse. All'interno del frutto si trovano, disposti linearmente, alcuni piccoli semi. Non sempre sono presenti i frutti sulla pianta. Dimensione delle silique: larghezza 2,5 mm; lunghezza 20 – 30 mm.

## Distribuzione e habitat
- Geoelemento: il tipo corologico (area di origine) è Pontico - Centroeuropeo.
- Diffusione: in Italia questa pianta è comune su tutta la penisola escluse le isole. Sull'arco alpino si trova ovunque eccetto le province di Bolzano e Aosta. Fuori dall'Italia, in Europa, oltre che nelle pianure, si trova sui seguenti rilievi: Foresta Nera, Massiccio del Giura, Carpazi, Alpi Dinariche e Monti Balcani. Fuori dall'Europa è presente in Asia minore.
- Habitat: l'habitat tipico per queste piante sono i boschi di faggete e di castagneti; ma anche le zone collinari fresche. Il substrato preferito è calcareo, ma anche siliceo con pH neutro e terreno ricco di sostanze nutritive con valori medi di umidità.
- Diffusione altitudinale: le quote alle quali si trova la “Dentaria bulbifera” vanno da 200 a 1300 m s.l.m. (massimo 1800 m s.l.m.); frequenta quindi i seguenti piani vegetazionali: collinare e  montano.

## Fitosociologia
Dal punto di vista fitosociologico la specie di questa scheda  appartiene alla seguente comunità vegetale:
Formazione : comunità forestali
Classe : Carpino-Fagetea
Ordine : Fagetalia sylvaticae
Alleanza : Fagion sylvaticae
Associazione : Geranio nodosi-Fagenion

## Usi

### Farmacia
- Sostanze presenti: glucosidi e vitamina C.
- Proprietà curative: secondo la medicina popolare sono piante antireumatiche, depurative e valide contro lo scorbuto.
- Parti usate: foglie e rizoma.

### Cucina
Le giovani foglie possono essere consumate in salata oppure cotte o in minestra (ricorda l'aroma del crescione). Si possono mangiare pure i bulbilli (si cucinano come le lenticchie).

### Giardinaggio
L'unico impiego di un certo valore, per le specie di questa scheda, si ha nel giardinaggio. Generalmente le Cardamine bulbifera vengono coltivate nei giardini rocciosi, in zone ombreggiate e fresche come il sottobosco, ambiente naturale tipico per queste piante.

## Notizie culturali
La conoscenza moderna della Dentaria bulbifera si può far risalire al XVII secolo (questo secondo le prime documentazioni scritte). John Parkinson (1567 – 1650), considerato l'ultimo grande erborista inglese prima dei grandi botanici inglesi, nel suo Theatrum Botanicum del 1640, descrive con molta precisione questa pianta, che chiama Toothed Violets, propria dei boschi della parte meridionale dell'Inghilterra.

## Galleria d'immagini

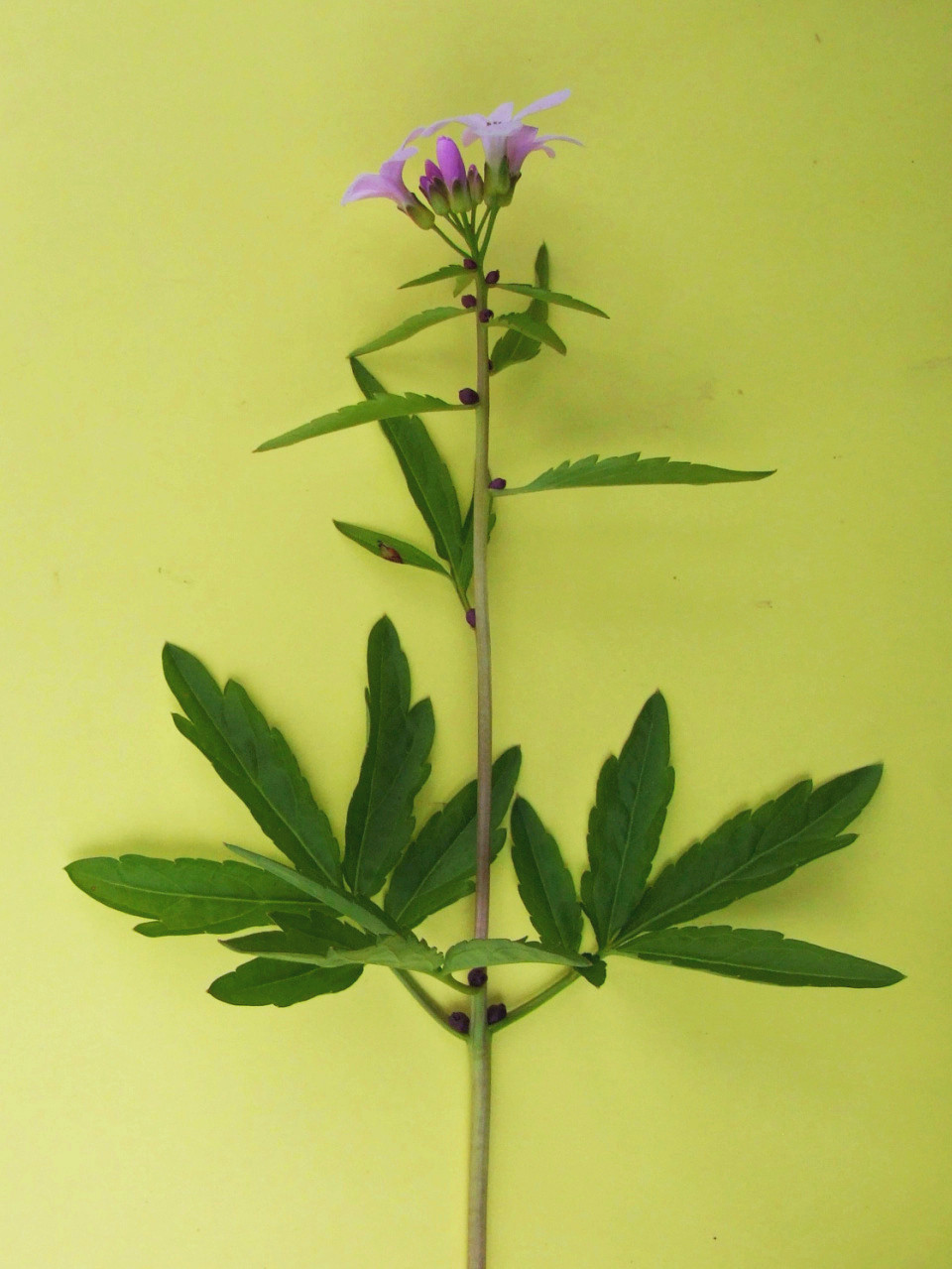
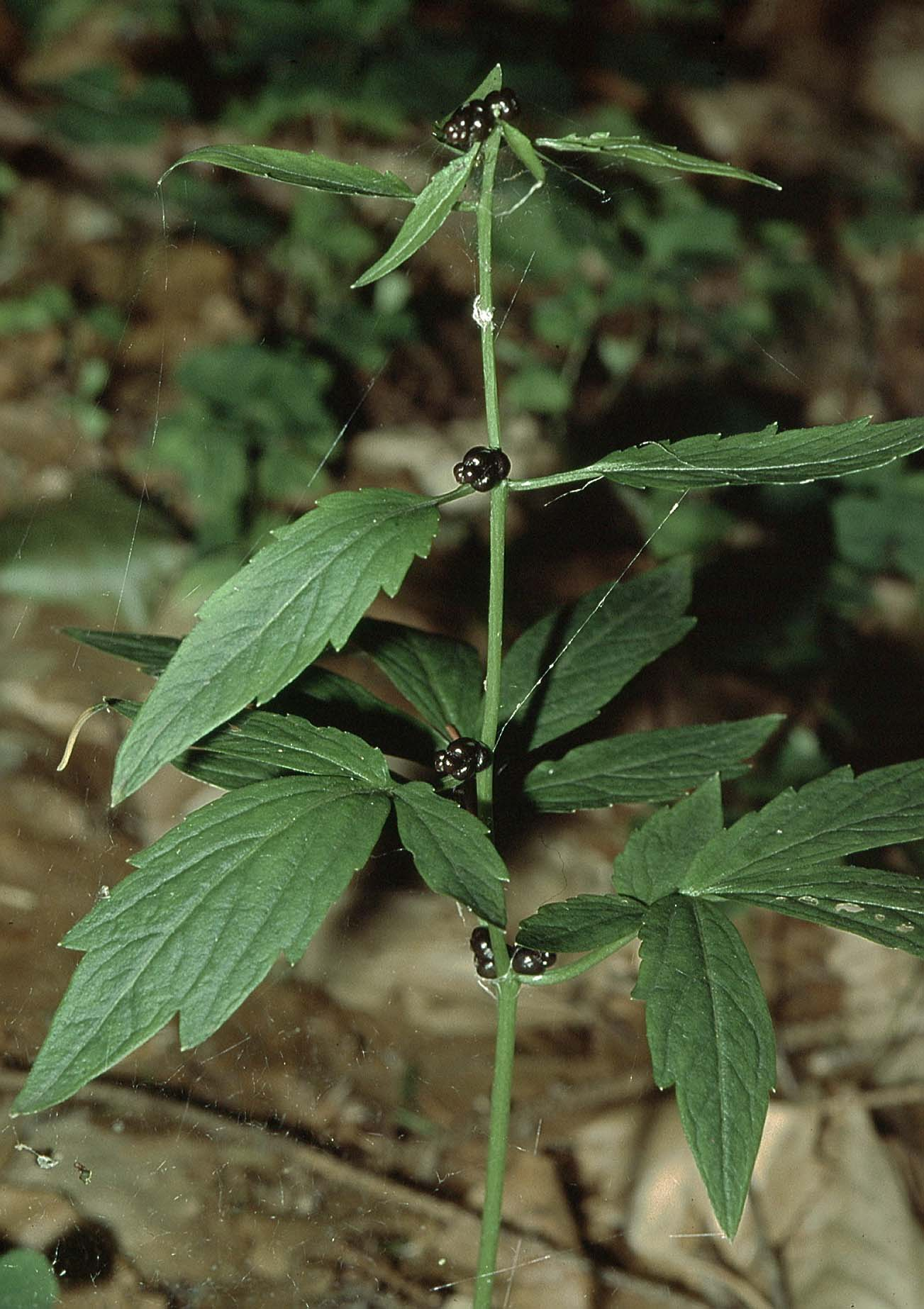
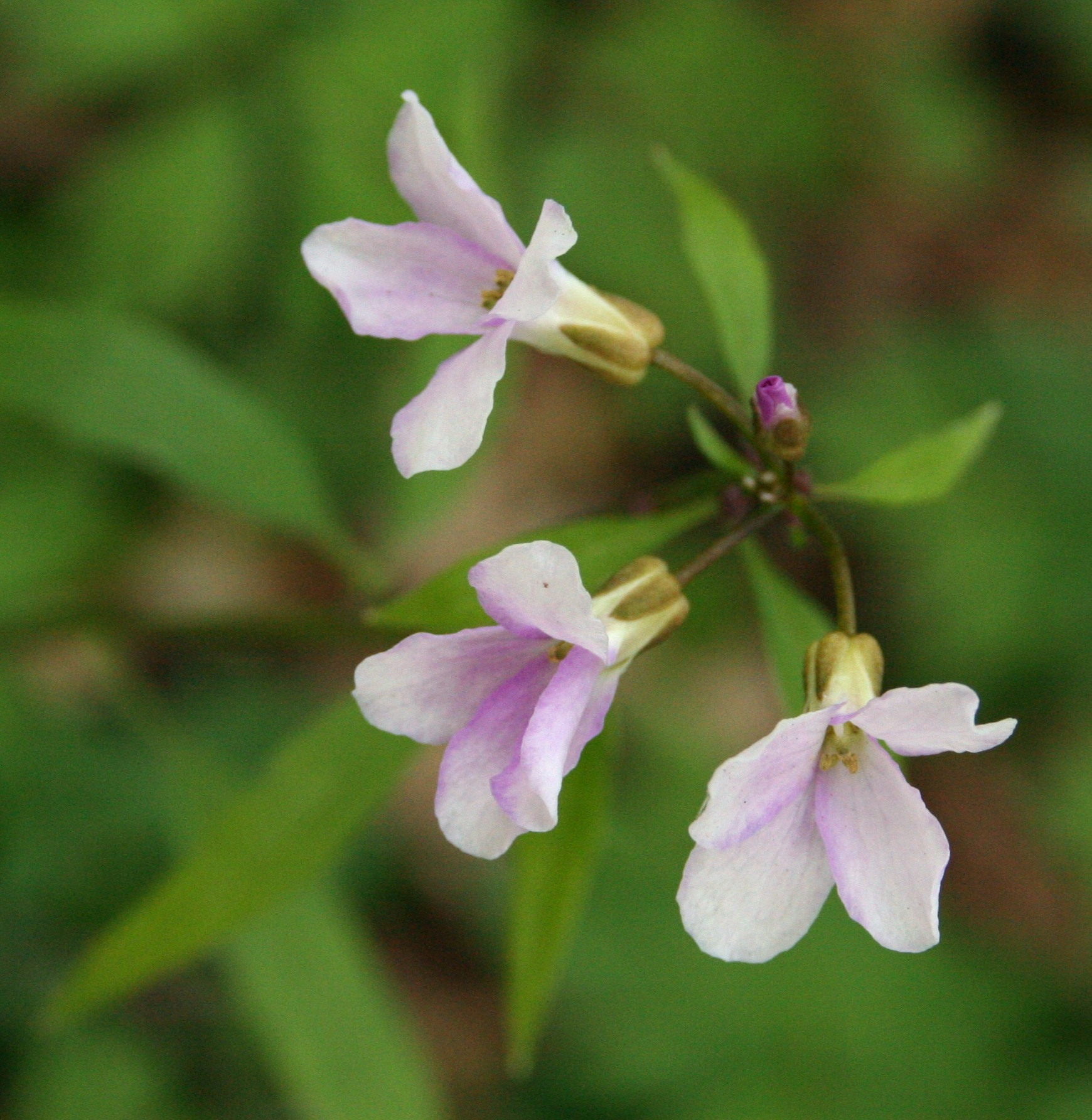
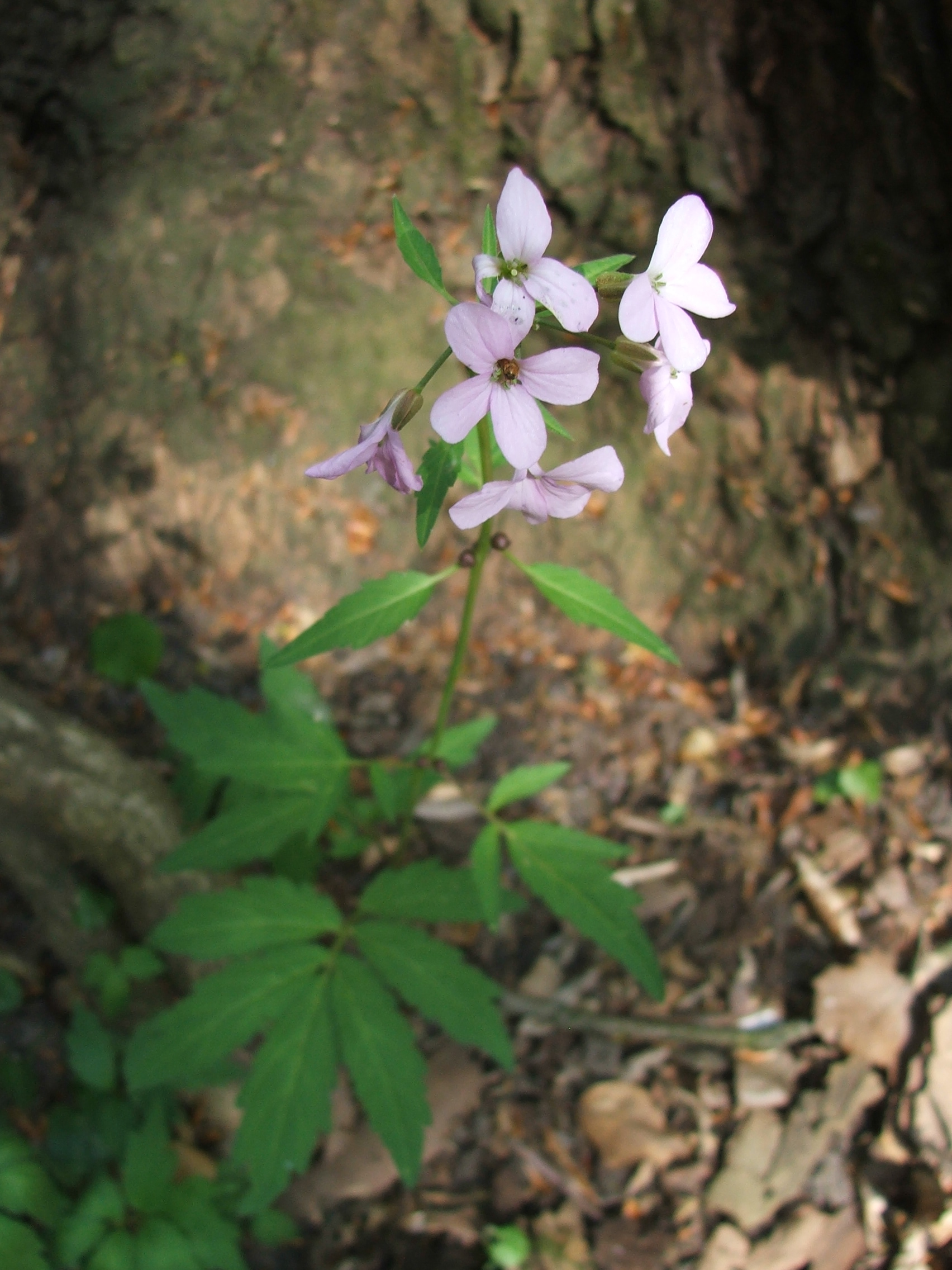